# Jérôme Abarca-Bolea-y-Portugal
Pour les articles homonymes, voir Abarca.
Don Jérôme Abarca-Bolea-y-Portugal mort en 1547 à Valladolid, est un seigneur aragonais. 
Retiré dans sa terre de Cadrete, dans la Province de Saragosse, en raison de sa mauvaise santé, il composa une Histoire du Royaume d'Aragon, restée en manuscrit, et que l'historien Jerónimo Zurita a beaucoup consultée.